# Huang Yuxiang
Huang Yuxiang (黄宇翔S, Huáng YǔxiángP; Hangzhou, 25 gennaio 1993) è un giocatore di badminton cinese che nel 2018 ha preso parte ai campionati mondiali di badminton 2018.

## Palmarès
- Campionati mondiali juniores

Guadalajara 2013: oro nel doppio misto
- Campionati asiatici juniores

Kuala Lumpur 2011: oro nel singolo maschile e nel doppio misto;
Lucknow 2012: oro nel doppio misto.